# Jean-Paul Gobel
Jean-Paul Aimé Gobel (ur. 14 maja 1943 w Thonon-les-Bains we Francji) – duchowny katolicki, arcybiskup, nuncjusz apostolski.

## Życiorys
29 czerwca 1969 otrzymał święcenia kapłańskie i został inkardynowany do diecezji Annecy. W 1970 rozpoczął przygotowanie do służby dyplomatycznej na Papieskiej Akademii Kościelnej.
7 grudnia 1993 został mianowany przez Jana Pawła II pierwszym nuncjuszem apostolskim w Gruzji oraz biskupem tytularnym Calatia. Sakry biskupiej 6 stycznia 1994 udzielił mu papież Jan Paweł II. Był równocześnie akredytowanym w Armenii i Azerbejdżanie.
6 grudnia 1997 został mianowany nuncjuszem apostolskim w Senegalu oraz akredytowanym przedstawicielem w Gwinei Bissau, Mali i w Republice Zielonego Przylądka.
W 2001 został przeniesiony do nuncjatury w Nikaragui. W 2007 został przeniesiony do Iranu. 5 stycznia 2013 został przeniesiony do nuncjatury w Egipcie i został przedstawicielem Stolicy Apostolskiej przy Lidze Arabskiej.
3 stycznia 2015 przeszedł na emeryturę.